# فیصل شایسته
فیصل شایسته (زادهٔ ۲۱ ژوئن ۱۹۹۱) بازیکن فوتبال اهل افغانستان است که در پست مهاجم برای باشگاه گوکولم کرالا کالیکوت در سطح دوم فوتبال هند بازی میکند و هم چنان برای تیم ملی فوتبال افغانستان تا قبل از زمانیکه تیم جدید توسط طالبان در سال ۲۰۲۳ تشکیل شد بازی می‌کرد.
فیصل در حال حاضر برای هیچ تیم ملی به میدان نمی رود. او سابقه بازی در رده سنی تیم ملی هلند را نیز داراست.

## باشگاهی
از باشگاه‌هایی که در آن بازی کرده‌است می‌توان به هیرنفین هلند اشاره کرد که بین سالهای ۲۰۱۰ و ۲۰۱۲ در آنجا عضویت داشت. او همچنین در لیگ‌های بلغارستان و تایلند و ایران نیز بازی کرده‌است.